# Camp Lake
Camp Lake és una concentració de població designada pel cens dels Estats Units a l'estat de Wisconsin. Segons el cens del 2000 tenia 3.255 habitants.

## Demografia
Segons el cens del 2000, Camp Lake tenia 3.255 habitants, 1.149 habitatges, i 875 famílies. La densitat de població era de 279,3 habitants per km².
Dels 1.149 habitatges en un 43,5% hi vivien nens de menys de 18 anys, en un 62,4% hi vivien parelles casades, en un 9,6% dones solteres, i en un 23,8% no eren unitats familiars. En el 19,1% dels habitatges hi vivien persones soles el 4,8% de les quals corresponia a persones de 65 anys o més que vivien soles. El nombre mitjà de persones vivint en cada habitatge era de 2,83 i el nombre mitjà de persones que vivien en cada família era de 3,25.
Per edats la població es repartia de la següent manera: un 30,9% tenia menys de 18 anys, un 6,3% entre 18 i 24, un 36,1% entre 25 i 44, un 19,2% de 45 a 60 i un 7,5% 65 anys o més.
L'edat mediana era de 34 anys. Per cada 100 dones de 18 o més anys hi havia 98,9 homes.
La renda mediana per habitatge era de 42.986 $ i la renda mediana per família de 48.523 $. Els homes tenien una renda mediana de 39.515 $ mentre que les dones 26.544 $. La renda per capita de la població era de 17.863 $. Aproximadament el 8% de les famílies i el 9,8% de la població estaven per davall del llindar de pobresa.

## Poblacions més properes
El següent diagrama mostra les poblacions més properes.